# Sparta (Ohio)
Pour les articles homonymes, voir Sparta.
Sparta est un village américain situé dans le comté de Morrow, dans l'Ohio. Selon le recensement de 2010, sa population est de 161 habitants.